# Ассистент (компьютер)
«Ассистент-86/128» (в руководстве по эксплуатации Компьютер информационно-игровой «Ассистент» модель 86/128) — советский IBM-совместимый персональный компьютер на базе процессора КР1810ВМ86 (клон Intel 8086). Серийно выпускался с 1989 года на смоленском производственном объединении «Искра». Разработчик компьютера, Андрей Юрьевич Прялкин награждён серебряной медалью ВДНХ в 1988 году. В СССР компьютер продавался по цене 1225 рублей, позже за 1800 рублей

## Технические характеристики
- Центральный процессор: КР1810ВМ86 с тактовой частотой 4,77 МГц
- Разрядность процессора: 16 бит
- Память: ОЗУ — 128 КБ, с возможностью расширения до 976 КБ (до адреса 0F3FFh); ПЗУ — 48 КБ с прошитым Бейсиком
- Видеоконтроллер: CGA-совместимый (использует 16 Кб основного ОЗУ)
- Интерфейсы:
  - ВЧ видеовыход — для подключения через антенный вход к телевизору
  - НЧ видеовыход
  - Цвет — для подключения к цветному монитору (RGB, КСИ, ССИ и синхросмесь).
  - Порт принтера
  - 2 порта джойстиков
  - DIN-разъём магнитофона

Выполнен в виде моноблока, в котором размещены платы, блок питания и клавиатура. В качестве устройства вывода используется телевизор или CGA монитор. Внешние запоминающие устройства: бытовой кассетный магнитофон и накопитель на гибких магнитных дисках (опционально). На задней панели расположены разъёмы для подключения монитора, принтера, двух джойстиков и магнитофона. Внизу разъём расширения системной шины для подключения НГМД, блока расширения памяти и других устройств. Видеоконтроллер аппаратно совместим с CGA, вплоть до характерных помех («снега») в текстовом режиме 80х25.